# شبكة محلية لاسلكية

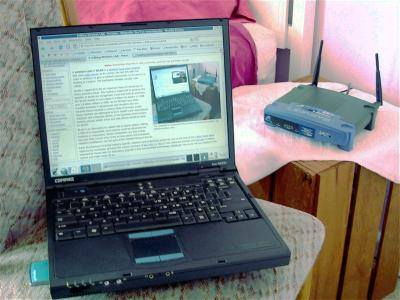
حاسب محمول موصل بخط انترنت بواسطة شبكة محلية لاسلكية.

مخطط يوضح شبكة واي فاي

الشبكة المحلية اللاسلكية (بالإنجليزية: Wireless Local Area Network اختصاراً WLAN)‏ هي النوع الأكثر شيوعاً من الشبكات اللاسلكية، حيث تقوم بربط الأجهزة على مسافة أبعد مما تقوم به الشبكة المحلية كمنزل أو مكتب أو حتى بناء وفي بعض الأحيان تمتد لتغطي عدة كيلومترات.
تقوم الشبكة المحلية اللاسلكية بوصل اثنين أو أكثر من الأجهزة التي تستخدم أسلوب التوزيع اللاسلكي (عادة ما يكون الطيف المنتشر أو موجات الراديو -موجات كهرومغناطيسية-)، وتوفير اتصال من خلال نقطة الوصول إلى الإنترنت على نطاق أوسع. وهذا ما يوفر للمستخدمين التنقل داخل منطقة التغطية المحلية مع إبقاءهم متصلين بالشبكة حتى أثناء تحركهم.

## خصائصها
معظم الشبكات المحلية (بالإنجليزية:  LAN)‏ تعتمد على المعيار IEEE 802.11 الذي يحتوي على معايير للشبكات اللاسلكية المحلية التي تعمل في الحزم الترددية 2.4, 3.6 و 5 GHz وتضم عدداً من البروتوكولات المختلفة. ان الخصائص المهمة لهذه الشبكة بالمقارنة مع الشبكة الإقليمية (بالإنجليزية: WAN)‏ هي أنها تنقل البيانات بسرعات أعلى بكثير حيث تقوم بنقل البيانات بسرعه 10 إلى حدود 10000 ميجابت لكل ثانية Mbps. حيث أن الشبكات المحلية غير اللاسلكية تستند غالباً إلى معيار الايثرنت.
أصبحت الشبكات المحلية اللاسلكية شعبية في البداية نظرا لسهولة التركيب، وازدياد شعبية أجهزة الكمبيوتر المحمول. وقد بدأت الشركات العامة مثل المقاهي ومراكز لتقديم وصول لاسلكية لعملائها؛ مجانا في كثير من الأحيان. ويجري حاليا وضع مشاريع كبيرة شبكة لاسلكية في كثير من المدن الرئيسية: مدينة نيويورك، على سبيل المثال، بدأت برنامجاً تجريبياً لتوفير عمال المدينة في جميع الأحياء الخمسة للمدينة مع الوصول إلى الإنترنت اللاسلكي.

## التاريخ
نورمان أبرامسون أستاذ بجامعة هاواي قام بتطوير أول شبكة اتصالات حاسوب لاسلكية بالعالم (ألوها نت) أول من قام ببدء تشغيل النظام في عام 1971 الذي تم شمل 7 أجهزه حاسوب تم نشرها على 4 جزر للتواصل مع الحاسوب المركزي في جزيرة أواهو بدون استخدام خط الهاتف.
حيث أن أجهزه الشبكة المحلية اللاسلكية تكلفتها كبيرة لأنها كانت تستخدم فقط كبديل للشبكات المحلية حيث يوجد أماكن صعبة أو مستحيلة من ناحية الكابلات.لقد عثرت التنمية على حلول خاصة بصناعة البروتوكولات وفي نهاية التسعيناتتم استبدالها بمعايير خاصة بإصدار مختلف IEEE 802.11 التي تستخدم العلامة التجارية Wi-Fi ، ومنذ عام 1991 المعهد الأوروبي للاتصالات كان بديلاعن اسم يعرف هايبر/1 الذي تمت الموافقة عليه سنه 1996 .
يتبع ذلك مواصفات هايبر/2 مع تأثير ATM الذي تم تصديره في سنه 2000
والتي لم يحقق المعهد الأوروبي النجاح التجاري 802.11على الرغم من الكثير من العمل ع هايبر/2 .
وفي عام 2009 لقد تم أضافه 802.11الذي يعمل من نطاقين 2.4 و5 جيجا هرتز
لنقل البيانات بقدره أقصاها 600 ميجابت. معظم الأجهزة الحديثة التي تحتوي على كل من النطاقين اللاسلكيين المعروف باسم الناطق الثنائي ولقد يسمح باتصال البيانات وتجنب نطاق 2.4 جيجا هرتز الذي يمكن مشاركته عبر البلوتوث كما إن النطاق 5 جيجا هرتز أوسع أو أكبر من نطاق 2.4 جيجا هرتز التي تسمح بعدد أكبر من الأجهزة لمشاركة المساحة. لأنه ليست كل القنوات متاحة للجميع.
شكلت مجموعة HomeRF عام 1997 بترويج التكنولوجيا التي تهدف إلى استخدام (Wi-Fi and Bluetooth) ولقد تم حلها نهاية عام 2002.

## المعمارية

### المحطَّات
```
يشار إلى أن جميع المكونات الذي يمكن وصلها بوسيط لاسلكي كالمحطات (STA)ولكن جميع المحطات مجهزة بوحدات تحكم الشبكة اللاسلكية حيث تقع المحطات اللاسلكية في جهتين:
```

1-نقاط الوصول اللاسلكية
2- نقاط الوصول العملاء
المواجهات اللاسلكية هي محطات أساسية للشبكة اللاسلكية حيث تقوم بإرسال واستقبال الترددات اللاسلكية التي تدعم اتصال اللاسلكي للتواصل معها ويمكن للعملاء أن يكون لهم أجهزه متنقلة مثل أجهزه الحاسوب المحمولة.

### مجموعة الخدمة الأساسية
الخدمات الأساسية هي مجموعة من المحطات التي يمكن الاتصال مع بعضها البعض وكل مجموعة أساسية لها هوية عن طرق (ID) وهو عنوان MAC نقطة وصول إلى مجموعة الخدمات الأساسية.

### مجموعة الخدمة المستقلة
هي عبارة عن مجموعة منBSSالتي تم تكوينها نظير إلى نظير

### مجموعة الخدمة الواسعة
هي مجموعة من الخدمات الأساسية المتصلة الذي يتم توصيل النقاط إليها للوصول
إلى الخدمات الممتدة بواسطة نظام التوزيع الذي يحتوي على خدمات ممتدة بمسمى
SSIDالذي يمثل من الأحرف32.

### نظام التوزيع
نظام التوزيع (DS) يقوم بتوصيل النقاط إلى مجموعة من الخدمات ويمكن استخدامه كمفهوم (DS) وزيادة على تغطية الشبكة من خلال الخلايا ويمكن DS أن يكون سلكيا أو لا سلكيا عن طريق بروتوكولات WDS أو MESH على أن يكون هناك أنظمة أخرى قيد الاستخدام.

## أنواع الشبكات اللاسلكية المحلية
ال802.11يقسم إلى نوعين اساسين من انضمة التشغيل:
معتمد على البنية التحتية يجب ان تتواصل النقاط المتحركة عن طريق نقطة وصول والغيرمعتمدعلى بنية تحتية(يتم الاتصال من دون الحاجة إلى نقطة وصول)  وبما ان الاتصال  الاسلكي يتم في وسط أكثر انفتاحا من الاتصال السلكي والمقصود هنا ان الاتصال الاسلكي يتم بالهواء هذا الامر جعل 802.11 بحاجة إلى انضمة تشفيرلتوفير الخصوصية والامان للمعلومات ومن أهم انظمة التشفير:
WEPالخصوصية المكافئة للشبكات السلكية Wired Equivalent Privacy حاليا غير امنة ونظام حماية الشبكات الاسلكية (WPA, WPA2, WPA3) الهدف الرئيسي من انظمة التشفير جعل الاتصال اللاسلكي أكثر امانا.
هناك الكثير من نقاط الاتصال تقوم بتوفير اعداد وايفاي محمي WIFI-Protected Setup WPS ولكنه الآن غير امن.

### المعتمدة على البنية التحتية
معظم الشبكات اللاسلكية تستخدم هاذا النوع من انظمة التشغيل، يحتوي على محطة اساسية تعمل كنقطة وصول تربط  بين نقاط الاتصال، تكون نقاط الاتصال ثابتة وتقدم الخدمة فقط لنقاط الاتصال القريبة منها، امثلة على نقاط اتصال اجهزة الحاسوب المحمول  والهاتف النقال -الموبايل-.
في بعض الاحيان يكون هناك العديد من نقاط الوصول بنفس الاسم  ونظام الحماية، في هذه الحالة تختار نقطة الاتصال أي من نقاط الوصول أفضل لها من ناحية قوة الإشارة أي اقرب لها ويتم الاتصال بنقطة الوصول هذه.

### نظير لنظير (peer to peer)

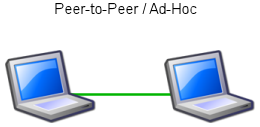
شبكة من نوع نظير لنظير وهي مثال أيضًا على الشبكات اللاسلكية المخصصة

شبكة لاسلكية مخصصة:(لايشبه الاتصال الاسلكي المباشر ) في هذا النظام يتم ربط نقاط الاتصال مع بعضها دون الحاجة إلى نقطة وصول أي ليس هناك أي وسيط يعطي الصلاحيات لتحدث الجميع لديهم القدرة لتواصل مع بعضهم تتم هذه الطريقة عن طريق مجموعة من القواعد الاساسية ما يعرف ب Independent Basic Service Set (IBSS).الاتصال الاسلكي المباشر: نظام اخر يتواصل عن طريق نظير لنظير.
الاتصال اللاسلكي نظير لنظير مالك المجموع يعمل كنقطة الوصول وبالنسبة له جميع نقاط الاتصال الأخرى عبارة عن عملاء، هناك طريقتين رئيسيتين للحصول على مالك المجموعة بالاتصال الاسلكي المباشر. الأولى تتم بشكل يدوي حيث يقوم المستخدم باختيار مالك المجموعة، والثانية تتم من خلال التفاوض وتسمى المجموعة المبنية على التفواض تتنافس النقاط في ما بينها بنائا على قيمة بدائية تعرف بال intent value, النقطة التي تملك اعلى قيمة هي التي تصبح مالك المجموعة والاخرين عملاء.
تسمح شبكة نظير لنظير للاجهزة الاسلكية بالتواصل مع بعضها البعض بشكل مباشر، يمكن للاجهزة لاسلكية الموجودة في نطاق بعضها اكتشاف بعضها والتواصل بشكل مباشر دون الحاجة إلى نقطة الوصول المركزية. يتم استخدام هذه الطريقة عادة بواسطة جهازي كمبيوتر بحيث يمكن الاتصال ببعضها البعض لتشكيل شبكة، يمكن ان يحدث هذا بشكل اساسي في الاجهزة ضمن نطاق مغلق.
إذا تم استخدام مقياس قوة الإشارة في هذه الحالة، قد لا يقراء قوة الاشرة بدقة لانه يقوم بتسجيل قوة أقواى إشارة، والتي تكون عادة الاقرب لجهاز الاحاسوب.

### الجسر (Bridge)
يمكن استخدام الجسر لربط  الشبكات مع بعضها، عادةً من أنواع مختلفة. يسمح جسر ايثرنت اللاسلكي بتوصيل الأجهزة على شبكة ايثرنت السلكية بشبكة لاسلكية. يعمل الجسر كنقطة اتصال إلى الشبكة المحلية اللاسلكية.

### نظام التوزيع اللاسلكي
يتيح نظام التوزيع اللاسلكي التوصيل البيني لنقاط الوصول في شبكة. IEEE 802.11
وهو يسمح بتوسيع الشبكة اللاسلكية باستخدام نقاط وصول متعددة دون الحاجة إلى وجود شبكة أساسية سلكية لربطها، كما هو مطلوب تقليديًا. تتمثل الميزة الملحوظة ل (دي اس) على الحلول الأخرى في أنها تحافظ على عناوين ماك الخاصة بحزم العميل عبر الارتباطات بين نقاط الوصول.
يمكن أن تكون نقطة الوصول إما محطة أساسية أو محطة ترحيل أو بعيدة. عادة ما تكون محطة القاعدة الرئيسية متصلة بشبكة ايثرنيت السلكية. تنقل محطة قاعدة الترحيل البيانات بين المحطات القاعدة البعيدة أو العملاء اللاسلكيين أو محطات الترحيل الأخرى إلى محطة قاعدة رئيسية أو محطة ترحيل أخرى. تقبل المحطة الأساسية البعيدة الاتصالات من العملاء اللاسلكيين وتقوم بتمريرها إلى المحطات أو المحطات الرئيسية. يتم إجراء الاتصالات بين 'العملاء' باستخدام عناوين ماك بدلاً من تحديد تعيينات (الاي بي).
يجب تهيئة جميع المحطات الأساسية في نظام التوزيع اللاسلكي لاستخدام نفس قناة الراديو ومشاركة مفاتيح (ويب) أو مفاتيح (وي بي أي) إذا تم استخدامها. يمكن تهيئتها لمعرفات مجموعة الخدمات المختلفة. تتطلب (دبليو دي اس) أيضاً تكوين كل محطة أساسية لإعادة توجيهها إلى الآخرين في النظام كما هو مذكور أعلاه.
يمكن أيضاً الإشارة إلى (دبليو دي اس) على أنه وضع مكرر لأنه يبدو أنه يقوم بتوصيل واستقبال العملاء اللاسلكيين في نفس الوقت (على عكس الجسور التقليدية). ينخفض الإنتاج بهذه الطريقة إلى النصف لجميع العملاء المتصلين لاسلكيًا.
عندما يكون من الصعب توصيل جميع نقاط الوصول في الشبكة بواسطة الأسلاك، فمن الممكن أيضًا وضع نقاط وصول كمكررات.

## التِجْوال داخل الشبكة
هناك تعريفان لتجوال الشبكة المحلية اللاسلكية:
-التجوال الداخلي: تنتقل المحطة المتنقلة (ام اس) من نقطة وصول واحدة (أي بي) إلى نقطة وصول أخرى داخل شبكة منزلية إذا كانت قوة الإشارة ضعيفة للغاية. يقوم خادم المصادقة بإعادة مصادقة ام اس عبر 802.1 على سبيل المثال مع "بيب").تقع فوترة جودة الخدمة (كيو أو اس) في الشبكة المنزلية. إن التجوال عبر محطة متنقلة من نقطة وصول إلى أخرى غالباً ما يقاطع تدفق البيانات بين محطة الهاتف المحمول وتطبيق متصل بالشبكة. على سبيل المثال، تراقب محطة الهاتف المحمول بشكل دوري وجود نقاط وصول بديلة (تلك التي ستوفر اتصالاً أفضل). في مرحلة ما، بناءً على آليات الملكية، تقرر محطة الهاتف المحمول إعادة الارتباط بنقطة وصول لها إشارة لاسلكية أقوى. ومع ذلك، قد تفقد محطة الهاتف المحمول الاتصال بنقطة وصول قبل الإقران بنقطة وصول أخرى. من أجل توفير اتصالات موثوقة مع التطبيقات، يجب أن تتضمن محطة المحمول بشكل عام برنامجًا يوفر استمرارية الجلسة.
-التجوال الخارجي: ينتقل ام اس (العميل) إلى شبكة محلية لاسلكية لمزود خدمة إنترنت لاسلكي آخر (ويسب) ويأخذ خدماته (هوتسبوت). يمكن للمستخدم استخدام شبكة أجنبية بشكل مستقل عن الشبكة المنزلية، بشرط أن تسمح الشبكة الأجنبية للمستخدمين الزائرين على شبكتهم. يجب أن تكون هناك أنظمة خاصة للمصادقة والفوترة لخدمات الهاتف المحمول في شبكة أجنبية.

## التطبيقات
الشبكات المحلية اللاسلكية لديها الكثير من التطبيقات، وتتراوح التطبيقات الحديثة للشبكات المحلية اللاسلكية من شبكات صغيرة داخل المنازل إلى شبكات كبيرة الحجم في الحرم الجامعي إلى شبكات متنقلة بالكامل على متن الطائرات والقطارات.
يمكن للمستخدمين الوصول إلى الإنترنت من النقاط الساخنة  في المطاعم والفنادق، والآن مع الأجهزة المحمولة التي تتصل شبكات الجيل الثالث  أو الرابع. في كثير من الأحيان، لا تتطلب هذه الأنواع من نقاط الوصول العامة تسجيلًا أو كلمة مرور للانضمام إلى الشبكة. يمكن الوصول إلى الآخرين بمجرد التسجيل و / أو دفع رسوم.
يمكن استخدام البنية التحتية للشبكة المحلية اللاسلكية الحالية للعمل كنظام لتحديد المواقع في الأماكن المغلقة دون أي تعديل على الأجهزة الموجودة.

## مخاطر صحية
في الآونة الأخيرة، ازدادت المخاوف من مخاطر الشبكات اللاسلكية والحقول الكهرومغناطيسية التي تولّدها على الرغم من عدم وجود أدلة قاطعة تثبت صحة هذه الإدعاءات. فعلى سبيل المثال، رفض رئيس جامعة ليكهيد في كنداإنشاء شبكة لاسلكية ضمن حرم الجامعة بسبب دراسة تقول أن تأثير التعرض للحقول الكهرومغناطيسية الناتجة عن الشبكات اللاسلكية على الإصابة بسرطانات وأورام يجب أن يُدرس بشكل أكبر قبل تحديد مدى هذا التأثير.